# Sorino (Kaliningrad)
Sorino (russisch Зорино, deutsch Poppendorf) ist ein Ort im Rajon Gwardeisk in der russischen Oblast Kaliningrad und gehört zur kommunalen Selbstverwaltungseinheit Stadtkreis Gwardeisk.

## Geographische Lage
Sorino liegt fünf Kilometer nördlich der einstigen Kreisstadt Snamensk (Wehlau)an der russischen Fernstraße R 514. Von Westen aus Ratnoje (Freudenberg) und der erloschenen Ortsstelle von Krasnaja Gorka (Grünhayn) kommend endet innerorts eine Nebenstraße. Die nächste Bahnstation ist Snamensk an der Bahnstrecke Kaliningrad–Nesterow (Königsberg–Stallupönen/Ebenrode) der ehemaligen Preußischen Ostbahn.

## Geschichte
Der bis 1946 Poppendorf genannte Ort erhielt 1355 die Handfeste. Von 1874 bis 1945 war das Dorf in den Amtsbezirk Grünlinde (heute russisch: Jerschowo) eingegliedert, der zum Kreis Wehlau im Regierungsbezirk Königsberg der preußischen Provinz Ostpreußen gehörte.
Im Jahre 1910 waren in Poppendorf 323 Einwohner registriert. Ihre Zahl stieg bis 1933 auf 426 und belief sich 1939 auf 412.
Im Jahre 1945 kam Poppendorf in Folge des Zweiten Weltkrieges mit dem nördlichen Ostpreußen zur Sowjetunion und erhielt 1947 die russische Bezeichnung Sorino. Von 1947 bis 2005 war Sorino zentraler Ort eines Dorfsowjets bzw. Dorfbezirks. Von 2005 bis 2014 war der Ort namensgebend für eine Landgemeinde mit Sitz in Talpaki. Seither gehört Sorino zum Stadtkreis Gwardeisk.

### Dorfsowjet/Dorfbezirk Sorino 1947–2005
Der Dorfsowjet Sorino (ru. Зоринский сельский Совет) wurde im Juni 1947 eingerichtet. Nach dem Zerfall der Sowjetunion bestand die Verwaltungseinheit als Dorfbezirk Sorino (ru. Зоринский сельский округ). Im Jahr 2005 wurden im Rahmen der kommunalen Selbstverwaltung die verbliebenen Orte des Dorfbezirks in die neu gebildete Landgemeinde Sorino übernommen.
| Ortsname                       | Name bis 1947/50     | Bemerkungen                                                                             |
| ------------------------------ | -------------------- | --------------------------------------------------------------------------------------- |
| Detskoje (Детское)             | Götzendorf           | Der Ort wurde 1950 umbenannt.                                                           |
| Dunajewka (Дунаевка)           | Miguschen            | Der Ort wurde 1947 umbenannt und vermutlich vor 1988 an den Ort Ratnoje angeschlossen.  |
| Istrowka (Истровка)            | Schaberau und Zargen | Der Ort wurde 1947 umbenannt.                                                           |
| Jerschowo (Ершово)             | Grünlinde            | Der Ort wurde 1947 umbenannt.                                                           |
| Krasnaja Gorka (Красная Горка) | Grünhayn             | Der Ort wurde 1947 umbenannt und in den 1960er Jahren bei Filmaufnahmen zerstört.       |
| Krasnojarskoje (Красноярское)  | Schenken             | Der Ort wurde 1950 umbenannt und vor 1975 verlassen.                                    |
| Lunino (Лунино)                | Sanditten            | Der Ort wurde 1947 umbenannt.                                                           |
| Nikolskoje (Никольское)        | Leipen               | Der Ort wurde 1947 umbenannt und vor 1975 verlassen.                                    |
| Nowoselskoje (Новосельское)    | Reipen               | Der Ort wurde 1947 umbenannt und vermutlich vor 1975 an den Ort Ratnoje angeschlossen.  |
| Prigorki (Пригорки)            | Oppen                | Der Ort wurde 1947 umbenannt und vermutlich vor 1975 an den Ort Prudnoje angeschlossen. |
| Prudnoje (Прудное)             | Alt Wehlau           | Der Ort wurde 1947 umbenannt.                                                           |
| Ratnoje (Ратное)               | Freudenberg          | Der Ort wurde 1950 umbenannt.                                                           |
| Sobolewo (Соболево)            | Groß Michelau        | Der Ort wurde 1947 umbenannt und vor 1975 verlassen.                                    |
| Soldatowo (Солдатово)          | Friedrichsthal       | Der Ort wurde 1947 umbenannt.                                                           |
| Sorino (Зорино)                | Poppendorf           | Verwaltungssitz                                                                         |
| Strelnikowo (Стрельниково)     | Nickelsdorf          | Der Ort wurde 1947 umbenannt und vor 1975 verlassen.                                    |
| Wyborgskoje (Выборгское)       | Pelohnen             | Der Ort wurde 1947 umbenannt und vermutlich vor 1975 an den Ort Lunino angeschlossen.   |

### Landgemeinde Sorino 2005–2014

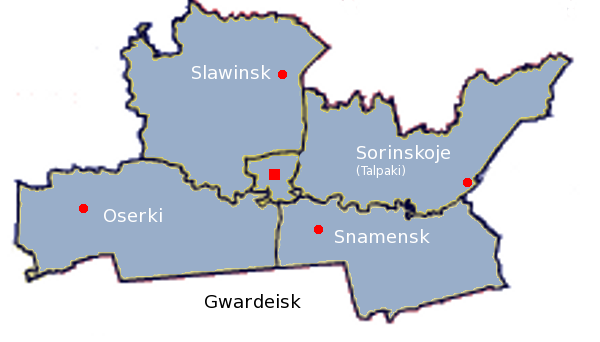
Die Lage der Landgemeinde Sorinskoje selskoje posselenije im Nordosten des Rajons Gwardeisk

Die Landgemeinde Sorino (ru. Зоринское сельское поселение) wurde im Jahr 2005 eingerichtet. Die Siedlung Sorino war lediglich namensgebend für die Gemeinde, deren Verwaltungssitz die Siedlung Talpaki war. Das Gemeindegebiet umschloss eine Fläche von 187 km² mit 16 jeweils „Siedlung“ (possjolok) genannten Ortschaften und einer Zahl von 3.351 Einwohnern. 
Zur Sorinskoje selskoje posselenije gehörten 16 Siedlungen, die sich vorher in den Dorfbezirken Sorino und Kuibyschewskoje befanden. Im Jahr 2014 wurden diese Orte in den Stadtkreis Gwardeisk eingegliedert.
| Name                            | deutscher Name       |  | Name                  | deutscher Name                                |
| ------------------------------- | -------------------- |  | --------------------- | --------------------------------------------- |
| Bolschije Gorki (Большие Горки) | (Groß) Weißensee     |  | Liwny (Ливны)         | Stobingen                                     |
| Dalneje (Дальнее)               | (Groß) Schirrau      |  | Lunino (Лунино)       | Sanditten                                     |
| Detskoje (Детское)              | Götzendorf           |  | Olchowka (Ольховка)   | Köllmisch Damerau und Kawerninken/Kawernicken |
| Diwnoje (Дивное)                | Alt Ilischken        |  | Prudnoje (Прудное)    | Alt Wehlau                                    |
| Istrowka (Истровка)             | Schaberau und Zargen |  | Ratnoje (Ратное)      | Freudenberg                                   |
| Jerschowo (Ершово)              | Grünlinde            |  | Soldatowo (Солдатово) | Friedrichsthal                                |
| Krasny Jar (Красный Яр)         | Parnehnen            |  | Sorino (Зорино)       | Poppendorf                                    |
| Kuibyschewskoje (Куйбышевское)  | Petersdorf           |  | Talpaki (Талпаки)     | Taplacken                                     |

## Kirche
Die Bevölkerung Poppendorfs war vor 1945 fast ausnahmslos evangelischer Konfession und in das Kirchspiel der Kirche Grünhayn (Ostpreußen) eingepfarrt. Dieses war Teil des Kirchenkreises Wehlau (heute russisch: Snamensk) in der Kirchenprovinz Ostpreußen der Kirche der Altpreußischen Union. Heute liegt Sorino im Einzugsbereich der in den 1990er Jahren neu entstandenen evangelisch-lutherischen Kirchengemeinde in Bolschaja Poljana (Paterswalde), einer Filialgemeinde der Auferstehungskirche in Kaliningrad (Königsberg) innerhalb der Propstei Kaliningrad der Evangelisch-lutherischen Kirche Europäisches Russland.

## Persönlichkeiten
- Horst Horrmann (* 3. Mai 1941 in Poppendorf), deutscher Pädagoge und Politiker (CDU)